# Fabian Bergmoser
Fabian Bergmoser (* 15. August 2000) ist ein deutscher Volleyballspieler.

## Karriere
Bergmoser spielte 2022/23 mit dem ASV Dachau in der zweiten Liga Süd. Am Ende der Saison gelang dem Verein der Aufstieg in die erste Liga. In der Saison 2023/24 unterlagen die Dachauer im DVV-Pokal-Achtelfinale und verpassten als Tabellenneunter der Bundesliga-Hauptrunde die Playoffs.